# Dolmen
Pour les articles homonymes, voir Dolmen (homonymie).

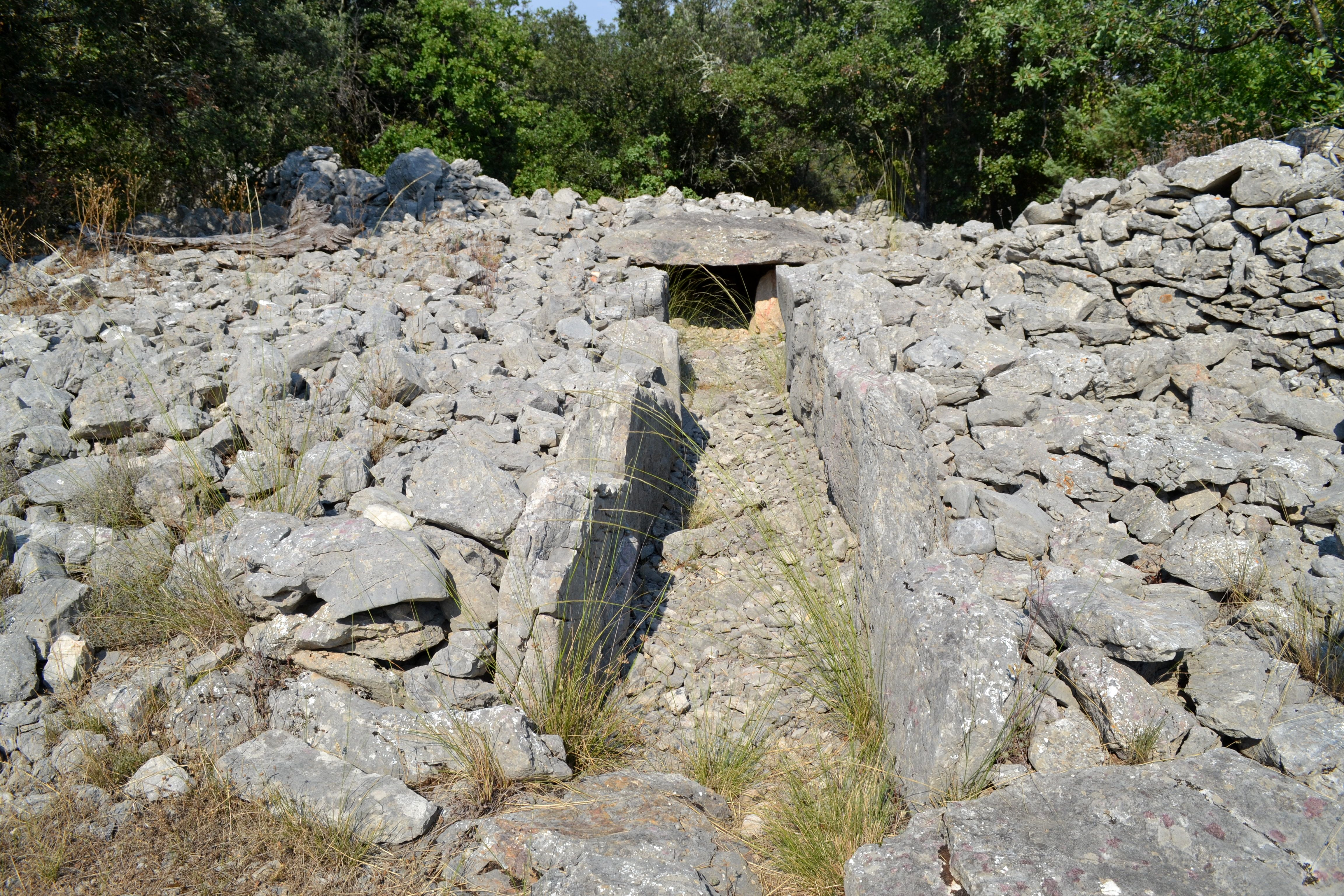
Dolmen de la Draille, Viols-le-Fort (Hérault).

Un dolmen est une tombe généralement mégalithique, incluse à l'origine dans un tumulus, comportant une chambre sépulcrale destinée à recevoir plusieurs inhumations. 
Ce mot, probablement d'origine bretonne, a été adopté dans plusieurs langues européennes. Il est devenu un terme générique utilisé en archéologie préhistorique pour désigner des types d'architecture très variés. Le caractère imprécis de sa définition originelle et la multiplicité des terminologies adoptées depuis selon les spécialistes, tendent désormais à lui substituer les expressions « tombe mégalithique » ou « sépulture mégalithique », mais le mot demeure toujours très fréquent dans l'usage courant.
Dolmens et menhirs sont les deux types de mégalithes les plus fréquents et les plus emblématiques du mégalithisme dans le monde. C'est en Europe, notamment de l'Ouest, que l'on trouve le plus de dolmens, édifiés tout au long du Néolithique. De nombreuses constructions du même type existent en Afrique du Nord, dans la Corne de l'Afrique, au Proche-Orient et en Extrême-Orient, mais construites à des époques plus récentes.

## Étymologie
Il semble que Théophile-Malo de La Tour d'Auvergne-Corret soit le premier à avoir utilisé le terme « dolmin » pour désigner un monument, entre Locmariaquer et « les bois de Kerantré », correspondant fort probablement à la Table des Marchand :

« L'énorme pierre qui couvre ce monument de l'antiquité s'appelle dans notre langue dolmin. Il en existe en grand nombre de la même forme, et connus sous la même dénomination, dans l'île de Man, dans le pays de Galles, en Angleterre et dans l'île d'Anglesey »

— La Tour d'Auvergne
Le terme « dolmin » est repris sous la forme « dolmine » par Pierre Jean-Baptiste Legrand d'Aussy le 25 février 1799 quand il fait, à l’Institut National des Sciences et Arts, une lecture de son ouvrage, Des sépultures nationales, publié par la suite en 1824 : « M. Coret, parlant d’une de ces tables que je ferai connaître bientôt, et qu’on voit à Locmariaker, dit qu’en bas-breton on l’appelle dolmin. Je saisis de nouveau cette expression, qui, comme les deux précédentes, m’est nécessaire. Dans un sujet totalement neuf, et dont par conséquent le vocabulaire n’existe pas, je suis forcé de m’en faire un ; et quoique, par mon droit, je fusse autorisé à créer des mots, je préfère néanmoins d’adopter ceux que je trouve existants, surtout quand ils me donnent, comme le bas-breton, l’espoir de représenter les anciennes dénominations gauloises. J’adopte donc le mot dolmine, et je vais l’employer pour désigner les tables dont je parle ».
En 1805, Jacques Cambry utilise pour la première fois le mot « dolmen » : « Dolmin, ou mieux dolmen, signifie en breton la table de pierre ». Le mot est dès lors repris successivement par divers auteurs français sous les orthographes « dolmen » (Denoual de la Houssaye) ou « dolmin » (E. Littré, V. Hugo, Chateaubriant, Flaubert) et compte tenu de la prédominance des archéologues français à la fin du XIXe siècle et au début du XXe siècle, le terme est adopté par leurs homologues allemands, espagnols, italiens, anglais, alors même que le terme « tombe mégalithique » existe dans leur idiome. En 1850, il est même adopté en gallois en concurrence avec le terme gallois « cromlech ».
Les celtisants se sont opposés à un terme qui selon eux aurait été forgé de toutes pièces à partir des mots bretons t(d)aol (apparenté au latin tabula), « table », et maen, « pierre », soit la « table de pierre » (car l'élément le plus impressionnant de  ce type de monument est bien souvent la principale dalle de couverture). Le terme breton authentique pour désigner un tel monument serait celui de lia ou liac'h (liaven, lieven ou leven dans les composés). Pourtant, le mot est attesté dans plusieurs textes en breton dès le XIXe siècle (dictionnaire de Le Gonidec en 1821), bien que l'on trouve par ailleurs les formes tolmin ou toulmin. L'usage du mot an dol (daol, taol) se retrouve dans plusieurs toponymes mais dans certains cas il renvoie à des rochers naturels. La forme an dolven (en dolven en vannetais) est aussi attestée.

## Architecture générale
Le dolmen est une chambre sépulcrale ouverte, généralement mégalithique, recouverte d'un tumulus et destinée à recevoir plusieurs inhumations.
En France, le terme désigne un monument préhistorique construit, généralement constitué de grandes dalles brutes, inclus à l'origine dans un tumulus, et formé d'une chambre sépulcrale pourvue d'un accès architecturé, supposée avoir reçu plusieurs inhumations.

Éléments structuraux d'un dolmen.

Dans leur état actuel de dégradation, les dolmens se présentent souvent sous l'apparence d'un squelette interne mais à l'origine ils étaient recouverts d'un tumulus ou d'un cairn, qui les rendaient invisibles de l'extérieur, cette partie meuble (pierres, terre) de la construction a été, au cours des siècles, érodée naturellement ou fait l'objet d'une récupération,.
L'architecture des dolmens varie en fonction des régions et des époques et on peut distinguer toute une série de variantes architecturales, classées en familles typologiques, variables selon les auteurs et objet de multiples débats entre eux, dont on conserve l'usage par habitude y compris quand leur nom paraît mal choisi. Selon les auteurs, l'habitude a été prise d'utiliser le mot dolmen accompagné d'un qualificatif (dolmen simple, dolmen à couloir, dolmen transepté...)ou par simplicité d'appeler « dolmen » toute sépulture collective néolithique (quel que soit son mode de constructions ou le matériau utilisé) ou bien encore d'utiliser l’appellation plus globale de « sépultures mégalithiques » qui englobe les allées couvertes et les cistes dolméniques.
Par extension, on a appelé dolmens des monuments qui présentent une morphologie et une utilisation supposées semblables à celles des dolmens typiques, érigés dans d'autres lieux et/ou à d'autres époques, ou bien encore avec des parties (méga)lithiques partielles, voire absentes.
Pour certains chercheurs, à côté de ces mégalithes en pierre, leurs équivalents en bois appelés, faute de terme créé pour les désigner, dolmens en bois, pourraient avoir existé.
En Europe, on peut toutefois dégager des séries assez homogènes dans lesquelles « il serait illusoire de chercher une filiation, une chronologie ou un ordre de diffusion d'ensemble, alors qu'à l'échelle locale ou régionale on peut le tenter ». On distingue ainsi généralement deux types fondamentaux d'architecture. Chaque type principal peut se décliner en variantes locales caractérisant une culture néolithique spécifique ou résultant d'une phase transitoire intégrant différentes influences.

### Les dolmens simples
La chambre ouvre directement sur l'extérieur. Ils sont généralement composés de deux à trois orthostates et d'une dalle de chevet. La chambre ainsi définie est de forme rectangulaire (dolmen dit de « type A ») ou polygonale (dolmen dit de « type B »). Ce type de dolmens est très répandu dans le sud-ouest (Aveyron, Lot) et le centre (Puy-de-Dôme) de la France. Ce type de construction connaît parfois des adaptions spécifiques très localisées :
- dolmens avec chambre compartimentée par une dalle ou un muret ;
- dolmens à cabinets latéraux où de petites cellules sont adossées à la chambre.

### Les dolmens à couloir
Parfois aussi appelés tombes à couloir, ou dolmens à galerie (Passage Grave en anglais), les dolmens à couloir sont des dolmens où l'entrée de la chambre (circulaire, polygonale, quadrangulaire) communique avec l'extérieur par un couloir (dit aussi galerie ou corridor), axial ou non, de dimensions très variables (très court d'une longueur comparable à celle de la chambre ou considérablement allongé). Ces monuments sont isolés dans un cairn individuel ou associés à plusieurs. Ce type de dolmen connaît de nombreuses déclinaisons locales :
- les sépultures en V qui se caractérisent par une chambre trapézoïdale, où la largeur interne et la hauteur sous dalle s'accroît depuis l'entrée vers le fond, raccordée sans rupture au couloir d'accès ;
- les dolmens transeptés qui se caractérisent par un couloir conduisant à une chambre terminale précédée d'un double jeu de chambres latérales dessinant une croix de Lorraine (tumulus des Mousseaux, dolmen de la Joselière) ;
- les dolmens coudés, où la chambre et le couloir dessinent une équerre, se rencontrent fréquemment dans le Morbihan ;
- les dolmens angevins, ou dolmens à portique, construction de taille monumentale composée d'une grande chambre précédée d'une antichambre surbaissée (La Roche-aux-Fées) ;
- les dolmens à chambre funéraire carrée, ou rectangulaire pour lesquels plusieurs types ont été définis en fonction de particularités, angoumoisins (Bougon dans les Deux-Sèvres) ou encore languedociens[18] qui peuvent comporter une antichambre[19] (Lamalou dans l'Hérault).
- les dolmens à chambres latérales, plusieurs chambres sont placées de chaque côté du couloir (site de Larcuste Cairn II)
- les allées couvertes qui se caractérisent par une chambre très allongée, distincte ou non du couloir.

| Dessin dolmen à couloir à une chambre   | Structures simples                      | Les structures les plus simples comportent un couloir menant à une seule chambre |
| Dessin dolmen à couloir à deux chambres | Chambres séparées                       | Dans ce cas le couloir mène à des chambres séparées. |
| Dessin dolmen à deux couloirs           | Structures simples à plusieurs chambres | Ils comportent plusieurs couloirs menant chacun à une chambre englobée dans un seul cairn tel qu'à Larcuste Cairn I et Barnenez. Ces chambres peuvent être de types différents, il peut s'en trouver de type compartimenté |
| Dessin dolmen à cloisons                | Chambres compartimentées                | Certaines chambres pouvaient être compartimentées par des dalles formant un système de cloisons |
| Dessin dolmen à chambres latérales      | Couloirs à chambres latérales           | Ces structures sont composées d'un couloir menant à plusieurs chambres placées de chaque côté tels que Larcuste Cairn II                                                                                                   |
| Dolmen type Angevin                     | Type angevin                            | Ces structures comprennent une chambre principale précédée par une antichambre plus étroite et un portique. |
| Dolmen type Languedocien                | Type languedocien avec antichambre      | Ces structures comprennent une chambre carrée, précédée ici par une antichambre plus étroite. |

## Fonction funéraire

Éléments structuraux du dolmen du Lamalou, Hérault, France.

Les dolmens sont des tombes mégalithiques, cette caractéristique funéraire est fondamentale et systématique. Si au XIXe siècle, les celtomanes ont cru y voir des « autels druidiques » et autres « pierres destinées à des sacrifices sanglants », ces visions fantaisistes, sont totalement infondées :
Le caractère sépulcral [de ces monuments] a été démontré toutes les fois qu'un monument vierge a fait l'objet d'une fouille scientifique par un archéologue sérieux. Lorsque les conditions chimiques le permettent [...] des ossements humains d'époque néolithique se retrouvent, souvent en grandes quantités : les dolmens et surtout les allées couvertes se présentent alors comme des ossuaires.
Les dolmens sont des tombes ; aucun doute ne subsiste aujourd'hui, mais bien d'autres interrogations demeurent à leur sujet. La première qui vient à l'esprit, quand on a quelques expériences de ces monuments, est celle de savoir si c'était là leur fonction unique où si, comme le laisse penser bon nombre de vestiges découverts sur les tumulus, quels rites étaient célébrés au voisinage de la chambre funéraire ? Ces rites étaient-ils directement liés aux funérailles ou à d'autres cérémonies ?
Au Ve millénaire av. J.-C. et durant une partie du IVe millénaire av. J.-C., des tombes individuelles et collectives coexistent mais au-delà les sépultures collectives semblent plus systématiques. Ce sont des sépultures collectives à caractère réutilisable, à l'image des caveaux familiaux contemporains, les dolmens pouvaient ainsi être réutilisés durant des siècles : en sol calcaire, on peut y retrouver en moyenne de 15 à 25 individus (Poitou, Normandie) et dans les allées couvertes du bassin parisien on a pu y retrouver les ossements accumulés de plusieurs centaines d'individus. Elles sont collectives au sens où elles recueillent, successivement, les restes humains de plusieurs individus en général avec très peu de mobilier d'accompagnement. Cette réutilisation a perduré parfois durant des périodes parfois très longues comme l'atteste la découverte concomitante d'un mobilier funéraire correspondant à diverses périodes historiques (Néolithique, âge du cuivre, âge du bronze, âge du fer) consécutives. Les inhumations les plus récentes sont celles où les os sont demeurés en connexion anatomique, pour les plus anciennes, pour faire de la place, les ossements sont entassés pêle-mêle (au fond, sur les côtés) ou stockés selon un certain ordre (superposés en plusieurs couches) subissent une réduction ou une évacuation hors chambre (dans le couloir). Il existe aussi de nombreux cas d'incinération avec des dépôts successifs de couches de cendre parfois séparées par une couche intermédiaire volontaire (lit de pierres, dallage, argile) ou involontaire (couche détritique résultant d'une occultation imparfaite de l'entrée). Certains dolmens n'ont pas livré de restes humains de type sépulcral, mais cela peut être une conséquence de phénomènes taphonomiques, de l'érosion, de pillages, de fouilles anciennes peu méthodiques.
L'expression « sépulture collective » n'implique pas forcément qu'il s'agisse d'un tombeau pour tous : le nombre d'occupants ne peut correspondre à tous les membres d'une communauté mais seulement à une partie d'entre eux, « c'étaient des tombes communes à tout un clan, un village ou une famille mais on n'y disposait pas tous les morts de la communauté, il devait y avoir des critères de choix ». Il a été démontré que pour certaines tombes, le culte des morts pouvait conduire à une exposition macabre, à certaines occasions, des os des ancêtres, tels des reliques, que l'on replaçait ensuite dans la sépulture. La découverte de petits vases à libations devant l'entrée d'un dolmen, sur son cairn ou son tumulus indique probablement l'organisation de cérémonies funèbres à l'occasion des inhumations ou lors d'occasions ultérieures, parfois même pratiquées par des populations bien différentes de celles à l'origine de sa construction.

## Datation
Le mobilier découvert dans la chambre ou le couloir des dolmens, en façade devant l'entrée, sur le cairn ou le tumulus est variable selon les époques de fréquentation et en fonction du caractère intact ou non de la sépulture. Ce mobilier peut comprendre des objets de nature purement utilitaire (à caractère domestique ou agricole), des armes, des éléments de parure (colliers, perles, amulettes, brassard d'archer,...), des objets rituels (haches d'apparat), des objets insolites (coquillage, fossile) ou exceptionnels (hache en jadéite) et même des offrandes (morceaux de viande dont il ne reste que les os, vases remplis de grains ou de boissons) sans oublier tous les objets en matières périssables (bois, os, cuir, tissus, fibres diverses, fourrures) généralement disparus ou exceptionnellement conservés à l'état de débris infimes dans des conditions très favorables. Des monuments inviolés peuvent parfois livrer un matériel considérable (séries de vases complets par dizaine, outils en silex par centaines, perles par milliers).
L'étude de ce mobilier constitue un précieux indicateur pour la connaissance des sociétés mégalithiques tant au niveau de leurs rituels funéraires, que de l'essor des techniques et de leur richesse matérielle mais aussi des échanges commerciaux qui ont pu exister parfois entre des communautés géographiquement très éloignées. En ce qui concerne les dolmens, et en dehors de la découverte de charbons de bois pouvant permettre une éventuelle datation au radiocarbone, ce mobilier, notamment lithique ou céramique et plus tardivement métallique, demeure aussi le seul moyen de datation de leur construction et de leur durée d'utilisation.
C'est ainsi qu'il a été possible de déterminer, par exemple, une chronologie approximative des dolmens de l'Ouest et du Centre-ouest de la France. Les premiers dolmens à couloir y apparaissent vers 5 000 av. J.-C et leur construction s'étalera sur un peu plus de 2000 ans, avec un certain nombre de variétés dérivées. Les allées couvertes apparaissent vers 3 000 av. J.-C et seront bâties jusqu'au milieu du IIIe millénaire av. J.-C. Elles seront à leur tour progressivement remplacées par des constructions de moins en moins spectaculaires et aboutiront à la généralisation des coffres mégalithiques durant la Protohistoire.

## Répartition géographique
Cinquante mille dolmens auraient été recensés dans le monde, dont vingt mille en Europe, avec une très forte concentration en Europe de l'ouest (en France, au Royaume-Uni, au Danemark, en Allemagne du Nord, en Belgique, aux Pays-Bas, en Espagne, au Portugal en Suisse, en Italie et à Malte) et dans une moindre mesure autour de la mer Noire (Ukraine,Crimée, Géorgie). En Europe, les dolmens sont une des composantes majeures du mégalithisme où ils se développent durant tout le Néolithique.
Quelques dolmens existent dans le nord du Maroc. En Algérie et en Tunisie, les dolmens sont généralement concentrés dans de vastes nécropoles pouvant comporter des centaines voire des milliers de monuments (Bou-Nouara, Roknia, Gastel, djebel Gorra...). Il s'agit essentiellement de grands coffres mégalithiques dépassant rarement 3 m de longueur (Gabriel Camps, 1962) mais il existe aussi des monuments assimilables à des allées couvertes en Grande Kabylie (Aït Raouna, Aït Garet). Cette concentration en nécropole existe aussi au Proche-Orient (Syrie, Liban, Jordanie, Israël).
En Inde, les dolmens sont érigés du IIe millénaire av. J.-C. jusqu'au milieu du Ier millénaire av. J.-C. En Extrême-Orient, les dolmens de Corée sont datés du Ier millénaire, et ceux du Japon du VIIe au IIe siècle av. J.-C. L'Indonésie est le seul pays au monde où l'on édifie encore des dolmens dans certaines provinces très localisées.

## Galerie

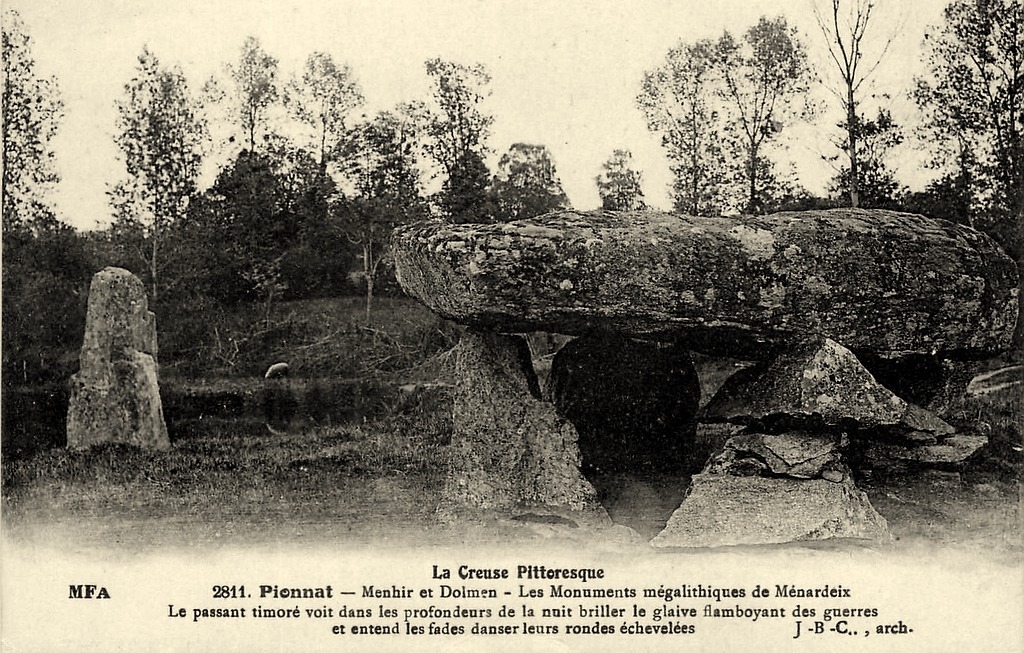
Carte postale du dolmen de Ménardeix vers 1920.
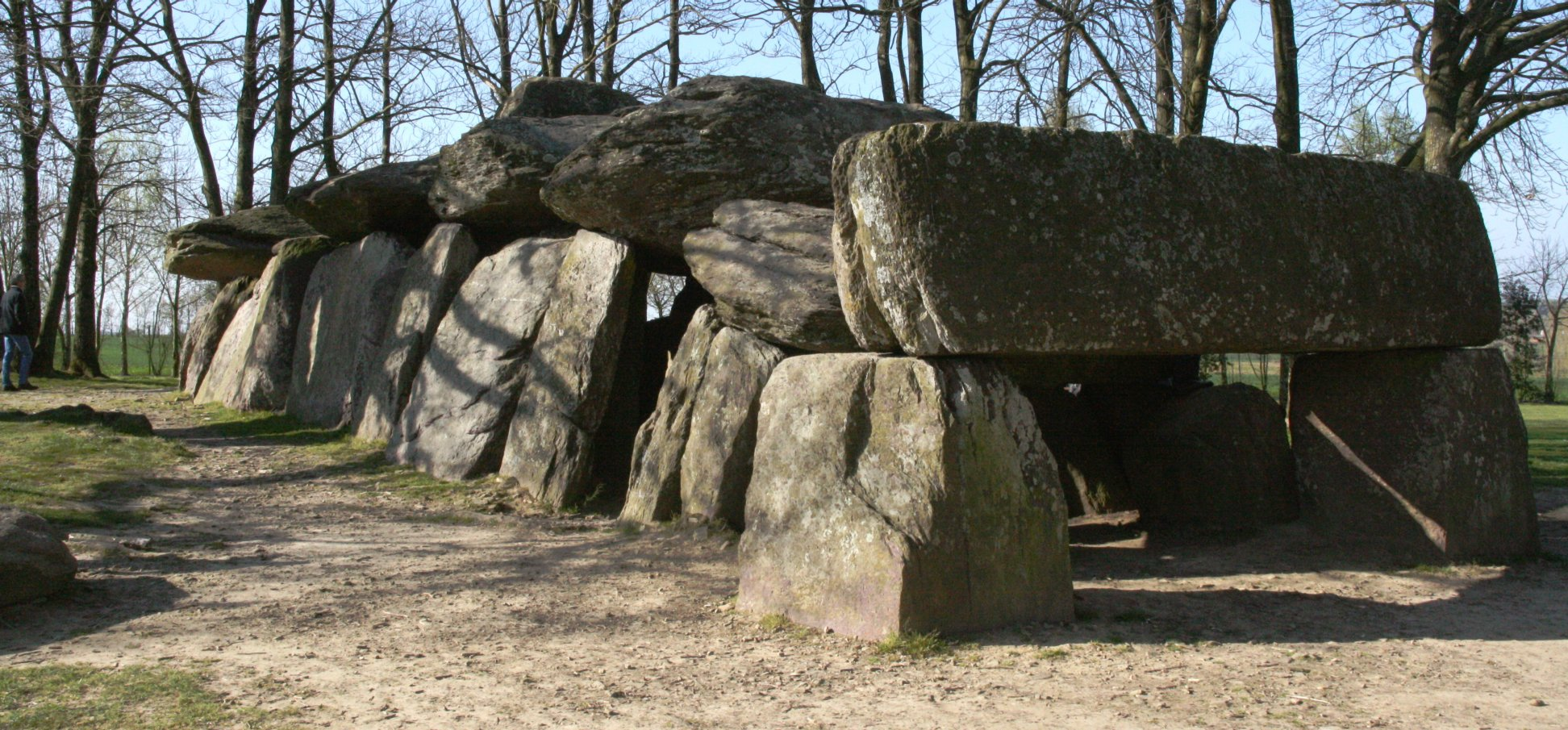
La Roche-aux-Fées, Bretagne, France.
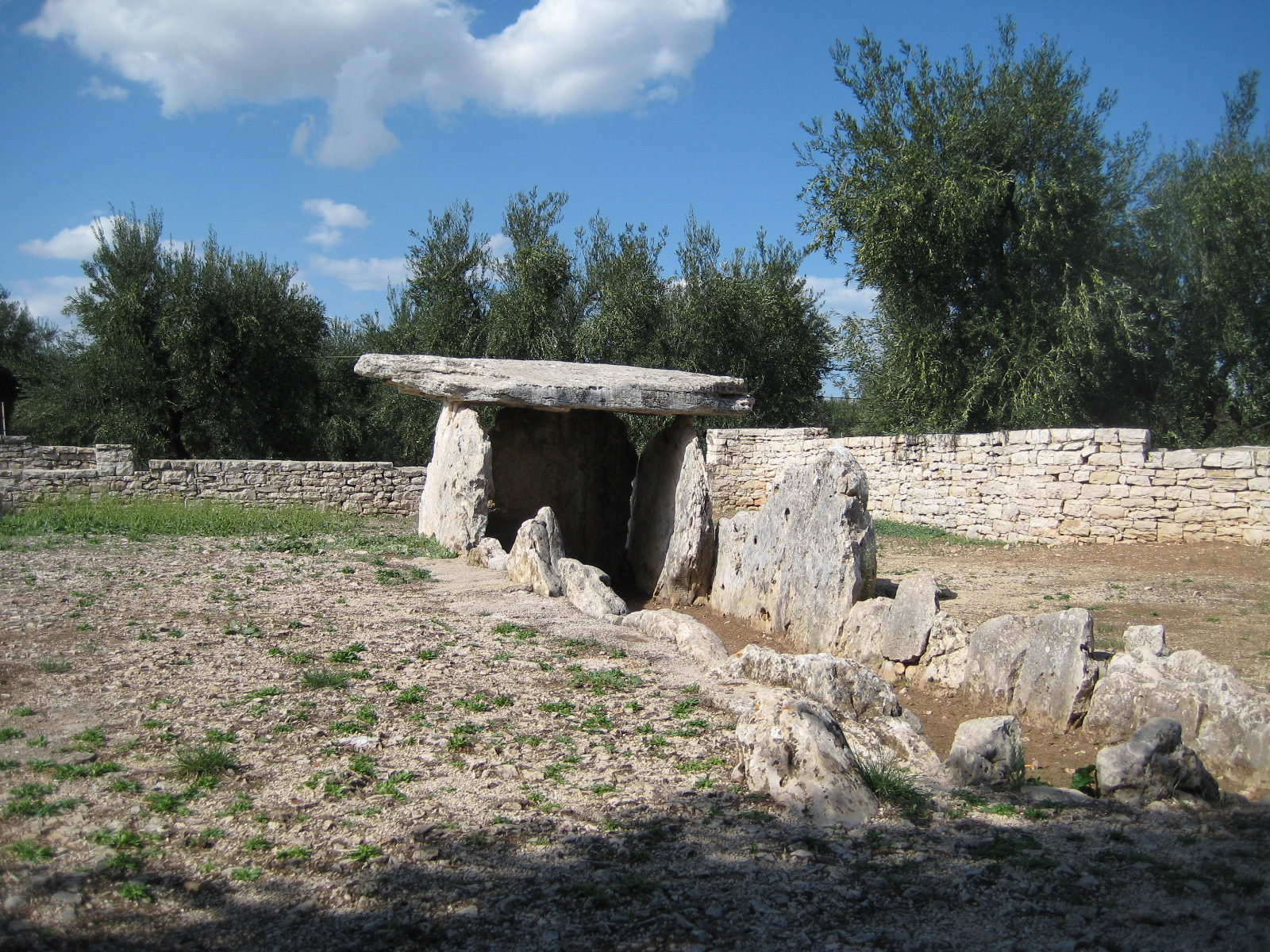
Le dolmen de Chianca Pouilles.
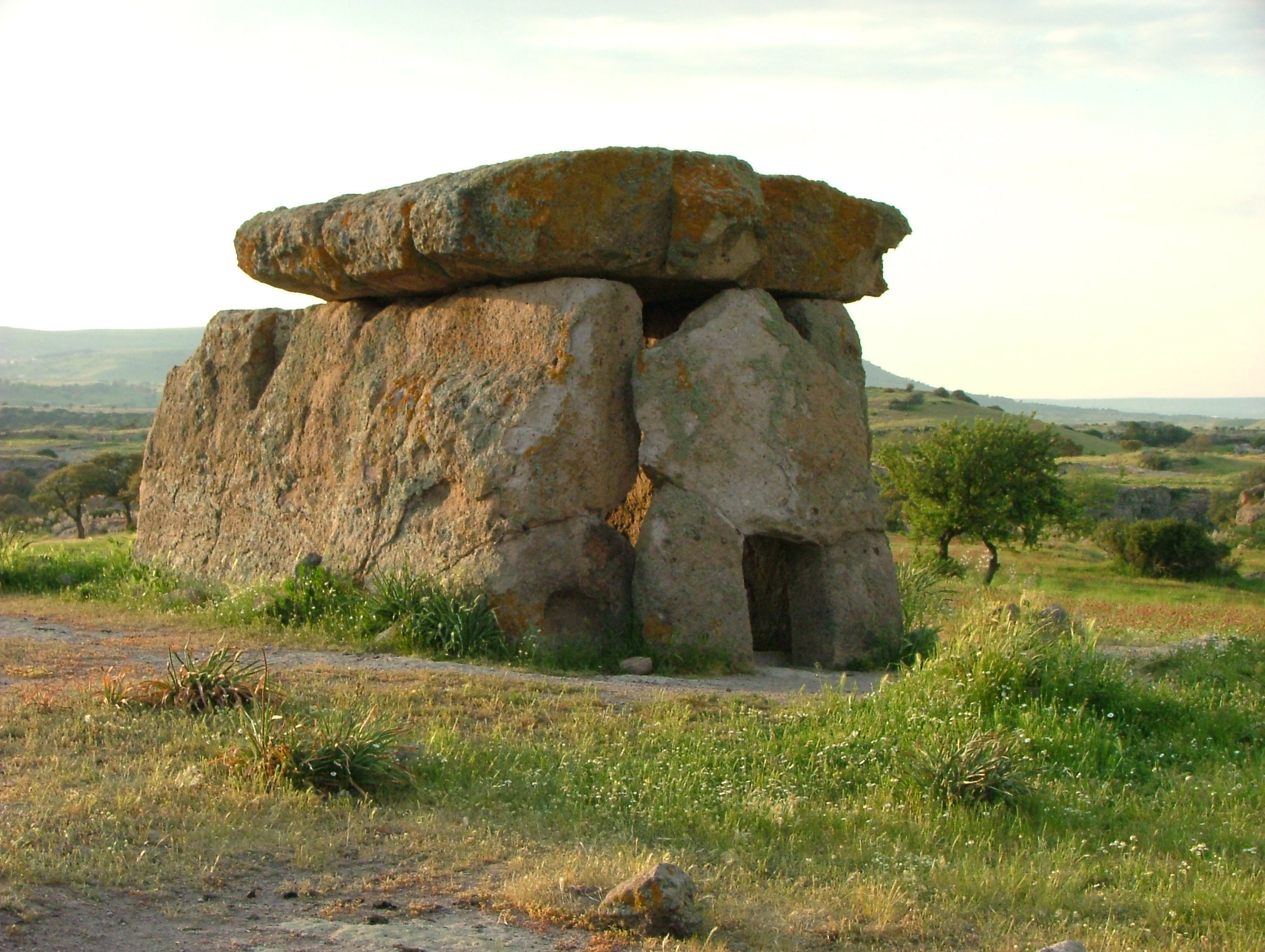
Le Dolmen de Sa Coveccada Sardaigne.
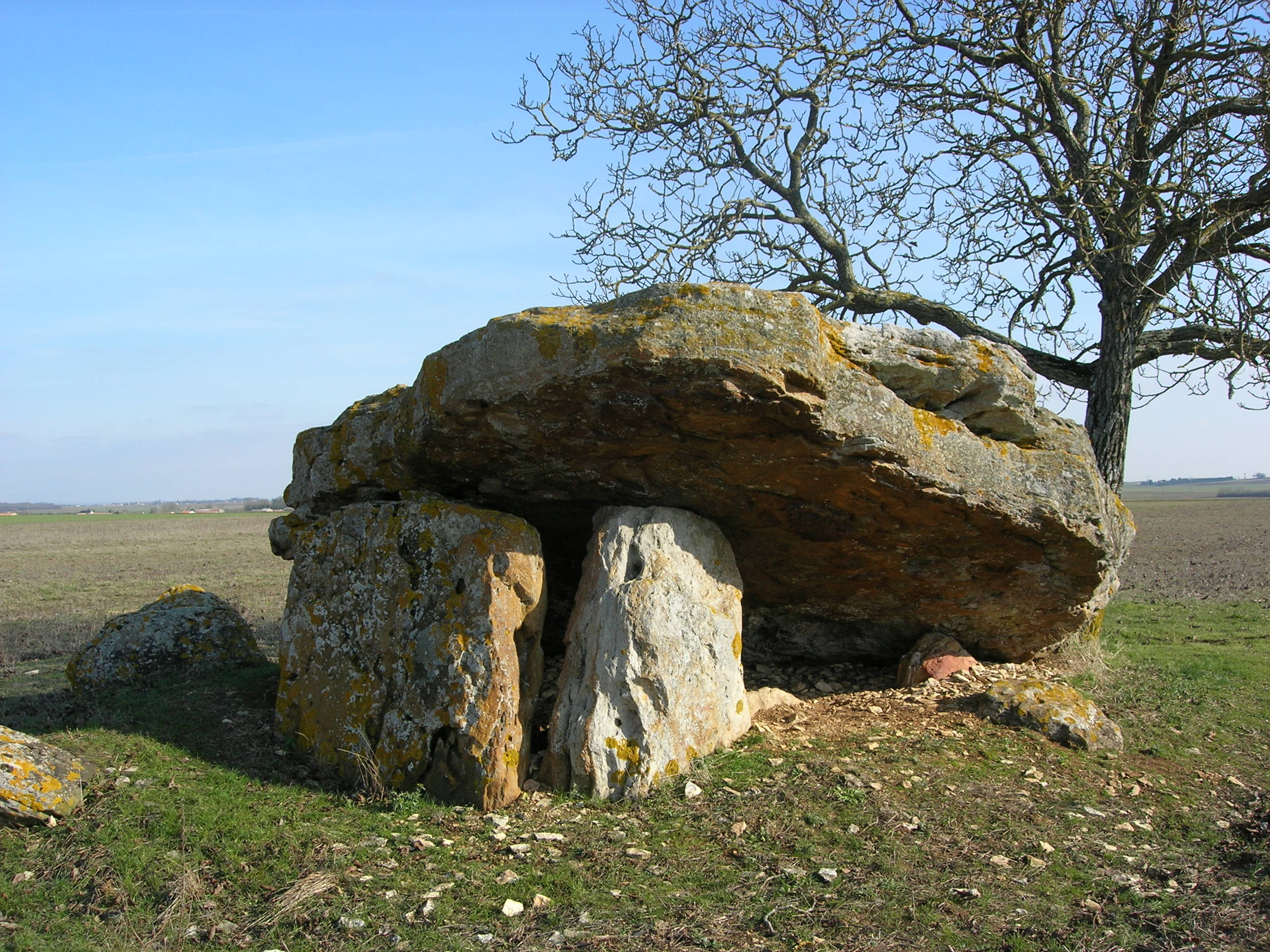
Dolmen du Poitou, France.
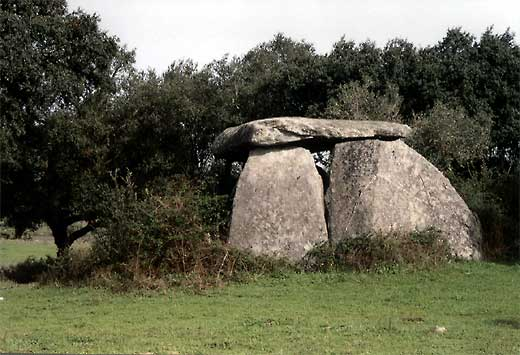
Dolmen de Paço das Vinhas, Portugal.
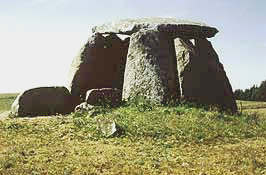
Dolmen de Barrocal, région d'Évora, Portugal.
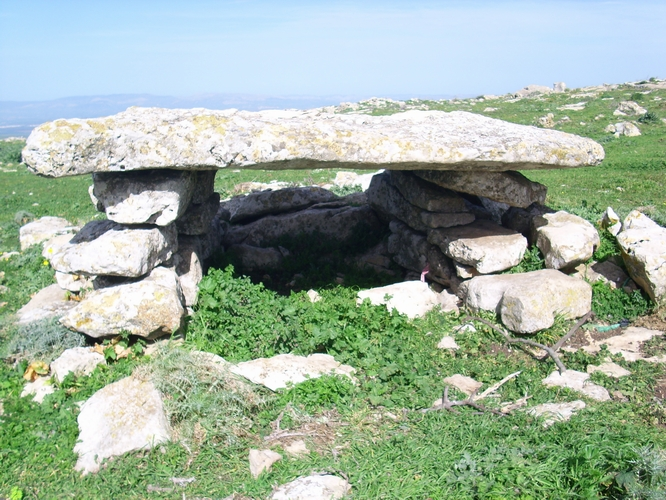
Dolmen du Djebel Gorra près de Thibar, Tunisie.
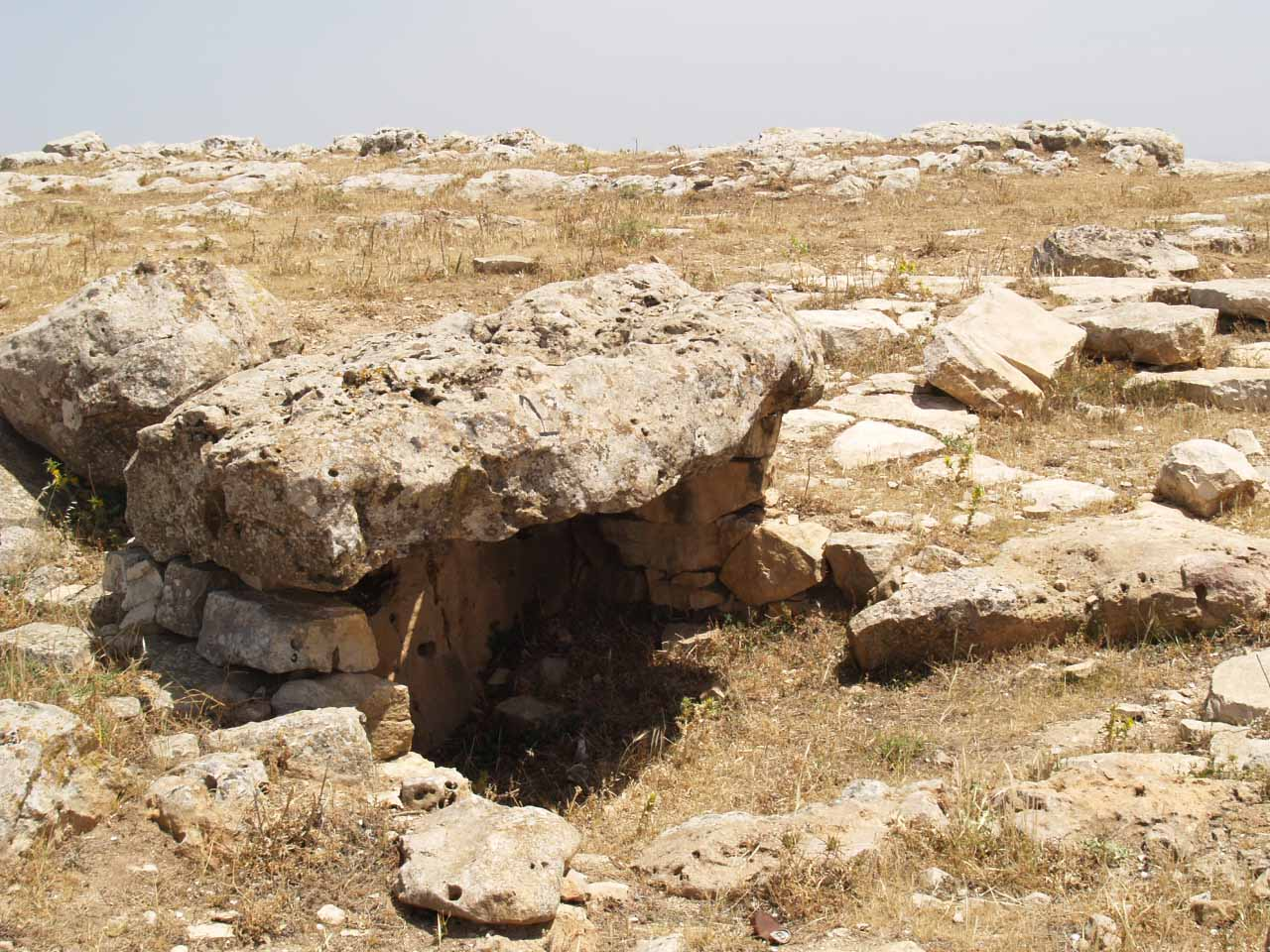
Dolmen de Dougga, Tunisie.
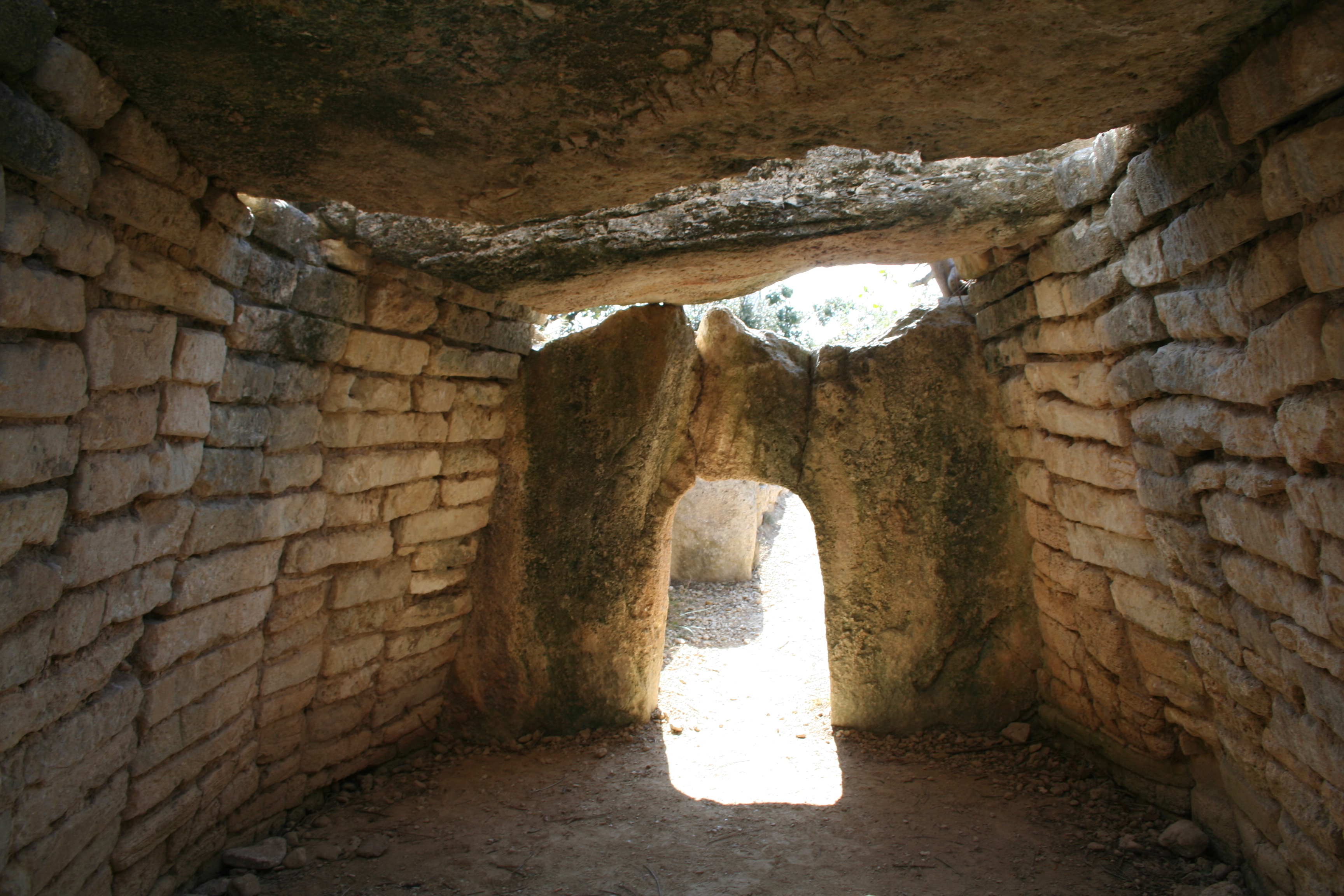
Vue intérieure vers l'entrée du dolmen de Gallardet, France.
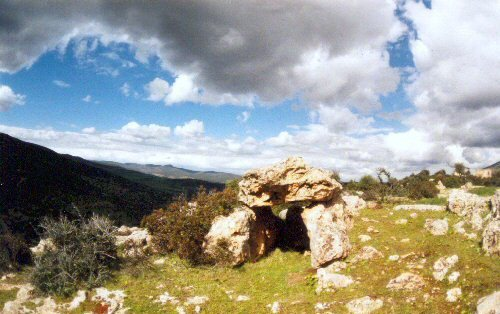
Dolmen à Roknia, wilaya de Guelma en Algérie.
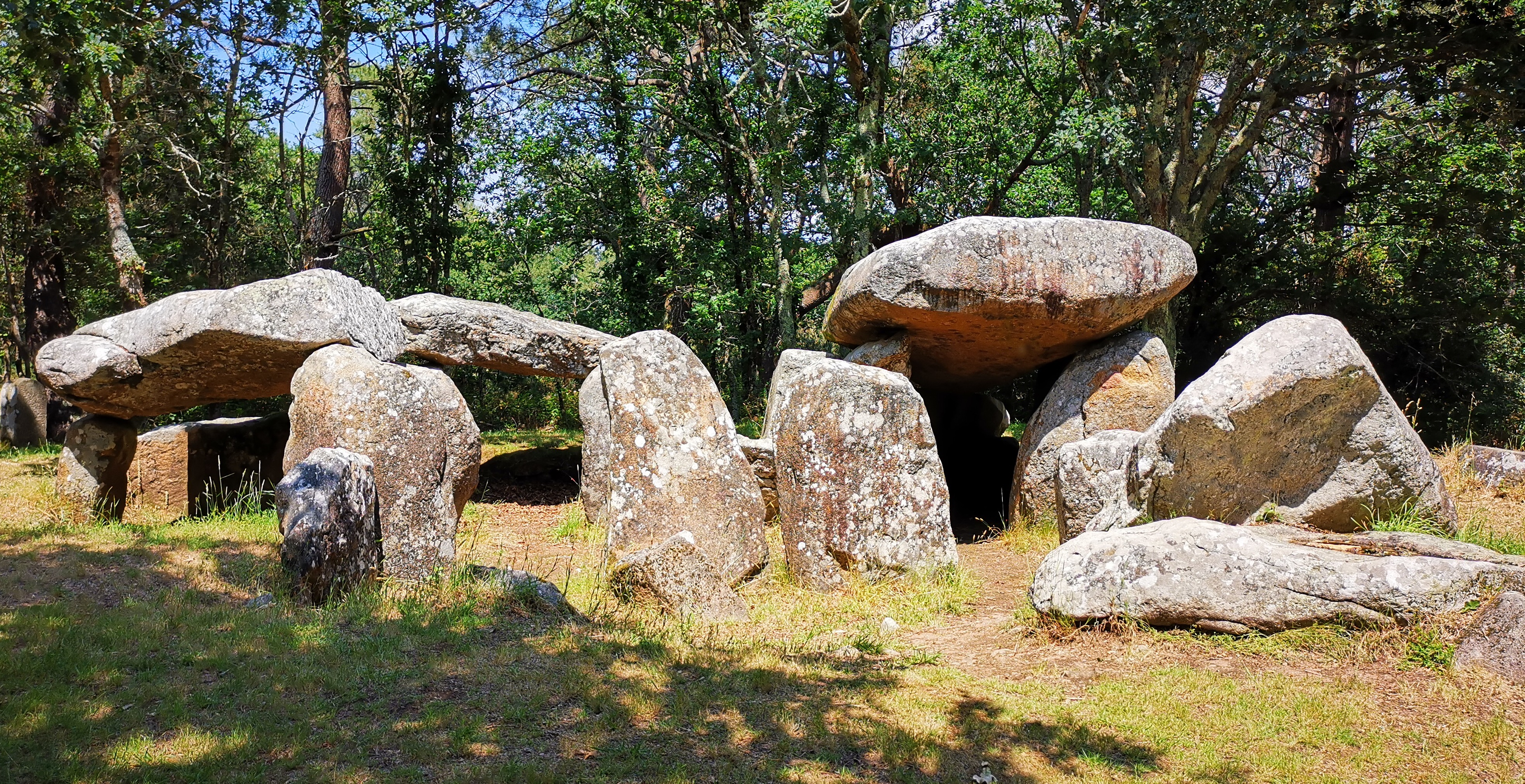
Dolmens de Keriaval, Carnac, Bretagne, France.